# Caso Gamecorp
O Caso Gamecorp compreende os acordos da Gamecorp com a Telemar e a Rede Bandeirantes, nos quais, alega-se, a Gamecorp teria sido politicamente beneficiada por ser propriedade do filho do presidente Lula em sociedade com os filhos do político Jacó Bittar, um dos fundadores do PT.

## Antecedentes
A Gamecorp é um empreendimento de Fábio Luís Lula da Silva, mais conhecido como Lulinha. Segundo matéria publicada na revista Veja em 2006, Lulinha teve um grande incremento patrimonial com este negócio nos primeiros anos do governo Lula.
Formado em biologia na UNIP e  monitor do Parque Zoológico de São Paulo, Fábio Luís recebia um salário de pouco mais de 600 reais em 2002. Menos de um ano após a posse de seu pai na Presidência da República, em 2003, tornou-se sócio da então chamada G4 Empreendimentos, empresa de Campinas, São Paulo, especializada em entretenimento e games, da qual os filhos do político Jacó Bittar já participavam.
Em janeiro de 2005, apenas um ano depois da entrada de Lulinha como sócio da empresa - agora chamada Gamecorp - a Telemar, empresa de telefonia cujo negócio é concessão governamental, fez um aporte de 5,2 milhões de reais a título de investimento. A sociedade entre a Telemar e a Gamecorp se materializou por meio de uma operação complexa, que envolveu uma terceira empresa e uma compra de debêntures seguida de conversão quase imediata em ações. Em abril de 2006, a Gamecorp fechou um contrato com a Rede Bandeirantes de Televisão para alugar seis horas de programação diária no Canal 21 em UHF-SP. O Canal então passou a se chamar "PlayTV" e sua programação era preenchida com programas destinados ao público "gamer" e muitos videoclipes. Em janeiro de 2008, a Telemar injetou outros 10 milhões de reais na Gamecorp a título de compra antecipada de comerciais de TV. Na mesma época, a Rede Bandeirantes obteve um acréscimo de receitas oriundas de publicidade governamental, as quais dividia, através de contrato sigiloso divulgado na imprensa, com a empresa do filho do presidente, referentes a frequência UHF Canal 21 em São Paulo.
A suspeita levantada pela revista Veja era que a Telemar estaria ajudando o filho do presidente na esperança de ser atendida em uma alteração na Lei Geral das Telecomunicações que permitisse sua fusão com a concorrente Brasil Telecom, o que era proibido. Fato ocorrido em dezembro de 2008, quando houve edição do decreto presidencial assinado por Lula que permitiu a venda da Brasil Telecom para a Oi.

## Reação
A direção da Rede Bandeirantes não gostou do conteúdo da matéria sobre o acordo com a Gamecorp, publicada após as eleições presidenciais de 2006 pela revista Veja e pelo jornal Folha de S.Paulo. Decidiu processar a Editora Abril, dona do semanário. Além disso, as redes Band e BandNews, em retaliação, veicularam uma série de reportagens sobre os sócios estrangeiros da Abril (entre eles a americana Viacom, dona da marca MTV, e a sul-africana Naspers) além de supostos negócios escusos da Abril feitos durante a ditadura militar, entre eles a construção de hotéis da cadeia Quatro Rodas na Região Nordeste.
De acordo com as matérias da Band, "a Abril fez ataques em função de uma política concorrencial de mercado" (sobre algumas derrotas da MTV para a PlayTV nas medições do Ibope do horário nobre à ocasião na Grande São Paulo) e foi "contra a parceria de empresas nacionais".
Entre 16 e 17 de abril de 2007, o Jornal da Band veiculou mais duas matérias sobre a venda de parte da empresa da família Civita para o conglomerado sul-africano de comunicação, apontado por algumas entidades de direitos humanos como porta-voz do regime de apartheid que vigorou naquele país até o início da década de 1990. Uma das empresas envolvidas no negócio, a Curundéia, não é reconhecida pelas autoridades brasileiras e nem tem endereço fixo, apesar de a reportagem da Band ter investigado vários endereços. Em um deles, o número indicado simplesmente não existe. O Ministério da Justiça e a Receita Federal do Brasil também passaram a investigar o acordo Abril-Naspers.

## "Contrato Sigiloso"
Segundo matérias da Folha de S.Paulo (também reproduzidas pela Folha Online), um contrato sigiloso firmado em abril de 2006 pela Rede 21 Comunicações Ltda, do Grupo Bandeirantes de Comunicação, e a Gamecorp, que produz programas sobre games e conteúdo para celular, compartilham o faturamento líquido obtido com verbas do governo federal em anúncios veiculados pela PlayTV, inclusive os de interesse da Presidência da República.
O acordo, um instrumento particular, prevê que os sócios venderão propaganda a órgãos públicos e privados e determina a divisão em partes iguais de faturamento mínimo estimado em R$ 5,2 milhões no ano de 2006, e R$ 12,6 milhões em 2007.
Pelos documentos apresentados pela Rede 21, a maior parte dessas receitas virá do setor privado. De janeiro a setembro deste ano, o Grupo Bandeirantes teve uma receita de R$ 25,5 milhões do governo federal (da qual R$ 597 mil foram registrados para a Rede 21).
O juiz Régis Rodrigues Bonvicino, da 1ª Vara Cível do Fórum de Pinheiros (São Paulo), rejeitou, em novembro de 2006, o pedido do advogado da Rede 21, Walter Vieira Ceneviva, para que o contrato fosse mantido nos autos em envelope lacrado e longe da imprensa: "Convém ao interesse público que o contrato seja regido pelo princípio da publicidade, visto que um dos contratantes é o filho do Presidente da República e, em tese (e sempre em tese), sem qualquer pré-julgamento por parte deste Juízo, fazem-lhe acusações de uso inadequado de verbas públicas", decidiu Bonvicino, em despacho. Ao indeferir o pedido, o magistrado justificou: "A Constituição Federal estabelece, no seu Artigo 37, que os atos da administração pública são regidos pelos princípios da legalidade, impessoalidade, moralidade, eficiência, e publicidade, e, em virtude disso, todo e qualquer processo que envolver tais atos deve, obrigatoriamente, obedecer aos mesmos princípios contidos no supracitado artigo".
A publicação do teor desse contrato pela revista Veja foi o fato gerador do processo movido pela Band contra a Editora Abril, ora em andamento. Em dezembro de 2006, a empresa perdeu direito de resposta a uma coluna de Diogo Mainardi sobre o assunto. No mesmo mês, o então ombudsman da publicação Folha de S.Paulo, Marcelo Beraba, escreveu em sua coluna dominical que "a Folha errou ao divulgar os documentos sigilosos do acordo "Band-Gamecorp".